# Lloyd Alexander (Auto)
Der Lloyd Alexander war ein Kleinwagen der zur Borgwardgruppe gehörenden Lloyd Motoren Werke GmbH in Bremen, der 1957 auf den Markt kam.

## Beschreibung
Der Lloyd Alexander war eine Weiterentwicklung des seit 1955 gebauten Lloyd 600 mit wesentlichen Änderungen gegenüber diesem ebenfalls bis 1961 angebotenen Modell. Anders als der Lloyd 400 mit Zweitaktmotor hatte sowohl der Lloyd 600 als auch der Alexander einen Viertaktmotor. Größte Verbesserung des Alexander gegenüber dem LP 600 waren der von außen zugängliche Kofferraum und die voll versenkbaren Kurbelfenster in den Türen statt der Schiebefenster. Außerdem hatte der Alexander im Gegensatz zum 600 mit Dreiganggetriebe und Krückstockschaltung ein synchronisiertes Vierganggetriebe mit Lenkradschaltung (serienmäßig ab 1958, vorher wahlweise).

## Motor und Fahrwerk
Der Alexander hatte den gleichen luftgekühlten Zweizylinder-Viertaktmotor mit kettengetriebener obenliegender Nockenwelle wie der Lloyd 600. Der Motor war ein gleichläufiger Parallel-Twin (das heißt die Kolben bewegen sich in den nebeneinander stehenden Zylindern in gleicher Richtung), hatte einen Hubraum von 596 cm³ und leistete 19 PS (14 kW) bei 4500/min, maximales Drehmoment 39 Nm bei 2500/min (Verdichtung 6,6 : 1). Höchstgeschwindigkeit: 100 km/h, Beschleunigung von 0 auf 100 km/h ca. 60 Sekunden. Bei normalem Einsatz verbrauchte das Auto knapp 7 Liter Normalbenzin auf 100 km und war damit etwas sparsamer als ein VW Käfer. Der Tank mit 25 Liter Inhalt befand sich unter der Motorhaube vor der Spritzwand, daneben auf der rechten Fahrzeugseite die 6-V-Batterie. Lloyd Alexander und Alexander TS hatten ein neu konstruiertes synchronisiertes Vierganggetriebe, während in den Lloyd 600 das unsynchronisierte Dreiganggetriebe vom Lloyd 400 eingebaut war.
Die Vorderräder des frontgetriebenen Fahrzeugs mit Teleskopstoßdämpfern rundum waren an zwei übereinander liegenden Querblattfedern aufgehängt; hinten hatte der Wagen eine  Pendelachse mit Längsblattfedern. Die Fußbremse wirkte hydraulisch auf Trommelbremsen (Ø 200 mm, Bremsfläche 456 cm²) an allen vier Rädern, die Handbremse mit Seilzug auf die Vorderräder. Wie bei Kleinwagen damals schon  üblich, hatte der Lloyd eine Zahnstangenlenkung, die bei einem Wendekreis von 10,45 m von Anschlag zu Anschlag 2 ¼ Lenkradumdrehungen erforderte.

## Karosserie

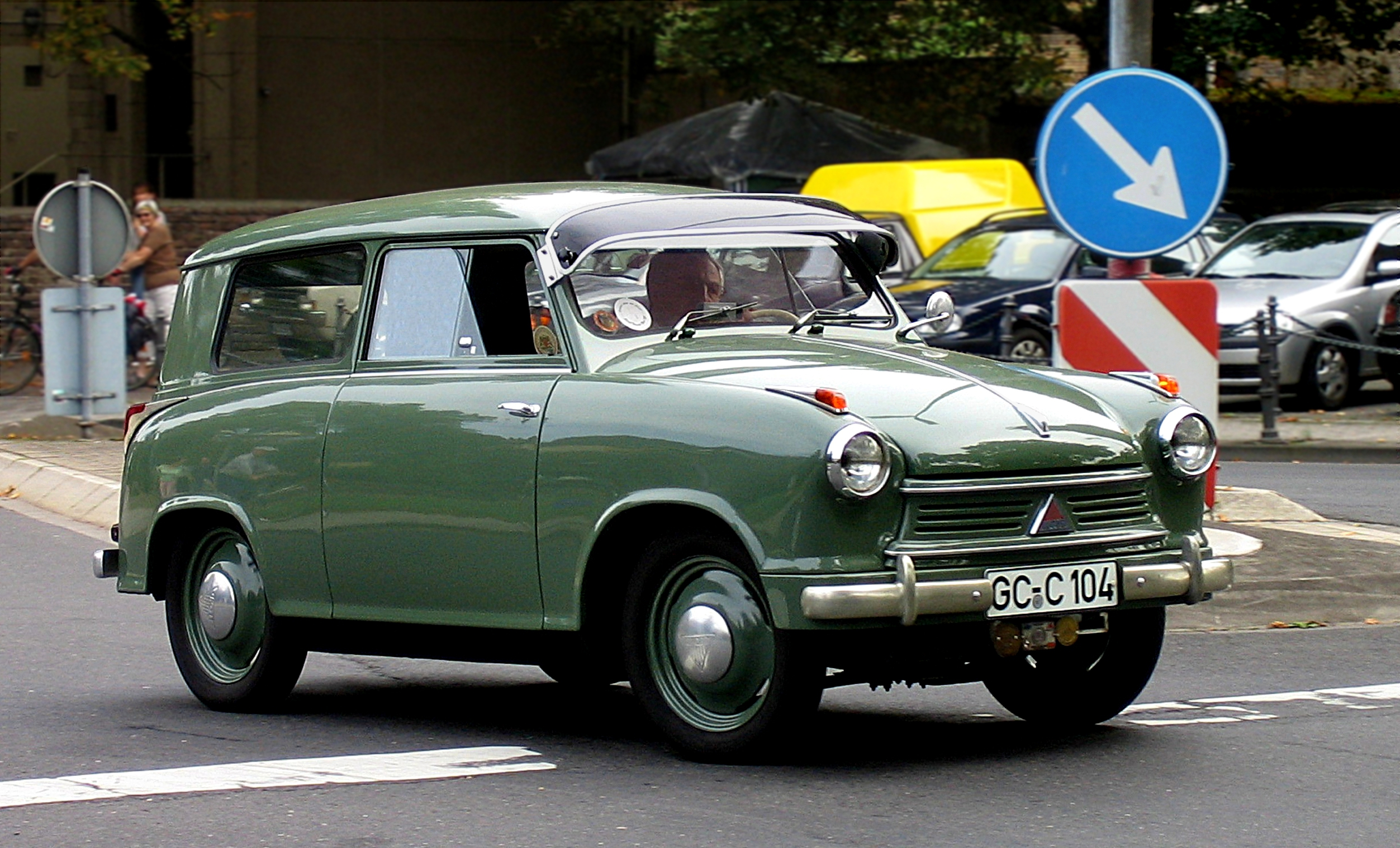
Lloyd LS 600

Wie sein Vorgänger Lloyd 400 trug auch der 600 die Zusatzbezeichnungen LP für Limousine, LC für Cabriolimousine, LK für Kastenwagen und LS für Kombi. Beim Alexander entfielen diese Bezeichnungen und auch die Cabriolimousine wurde nicht angeboten. Alexander und Alexander TS hatten eine Ganzstahlkarosserie in reparaturfreundlicher Schalenbauweise (die Karosserieteile waren verschraubt), wie bereits ihre Vorgänger, der 600 und der 400 (ab Oktober 1954). Getragen wurde die Karosserie von einem Zentralrohrrahmen mit geschlossenem Stahlblechunterzug. Nach dem LP 300, dessen Karosserie komplett aus Holz gefertigt und mit Kunstleder überzogen war (deshalb scherzhaft „Leukoplastbomber“ genannt) gab es 1953 den 400er zunächst ebenfalls ganz in Holz, bald aber schon in Gemischtbauweise, d. h. Seitenteile und Türen aus Stahl, Dach sowie Motorhaube und Kofferraum aus Holz mit Kunstleder.
Die Frontscheibe aller Lloyd LP, LC, LK und LS war plan, die Heckscheibe der Limousinen (ab Oktober 1954) gebogen. Bis zum Ende der Bauzeit 1961 waren die Türen hinten angeschlagen, was einen bequemen Einstieg zu den vorderen Sitzen mit sich brachte, aber jeglichem Sicherheitsdenken widersprach.
Der Lloyd bot Platz für vier erwachsene Personen, aber der Zugang zu den Rücksitzen war beschwerlich und der Raum beengt, da die hinteren Radkästen die Sitzbreite einschränkten. Vorn war die Bewegungsfreiheit größer; allerdings wurde das Lenkrad allgemein als zu dicht am Fahrer empfunden. Der Kofferraum fasste 104 Liter.
Lloyd hatte selbst keine Karosseriepressen; deshalb wurden die Blechteile von Allgaier und Karmann bezogen, im eigenen Werk überarbeitet, zusammengebaut und lackiert.

## Preise im Vergleich
Vom Lloyd LP 600 einschließlich der Alexander-Modelle wurden 176.524 Stück gebaut. Es waren preisgünstige Kleinwagen mit der Ausstattung eines vollwertigen Autos. Der Kaufpreis des Lloyd Alexander betrug 4.060 DM. Zum Vergleich: Ein VW Standard kostete 3.790 DM, das Exportmodell 4.600 DM. Eine BMW Isetta 250 kostete 2.780 DM und ein Goggomobil 400 kostete 3.232 DM. Der Lloyd war aber mit 3355 mm × 1410 mm × 1400 mm im Vergleich zur Isetta oder zum Goggomobil deutlich größer und erreichte fast das Niveau eines damaligen Mittelklassewagens.
Alle 400er und 600er Lloyd waren sowohl als Limousine (LP) wie auch als Kombi (LS) erhältlich.

## Lloyd Alexander TS

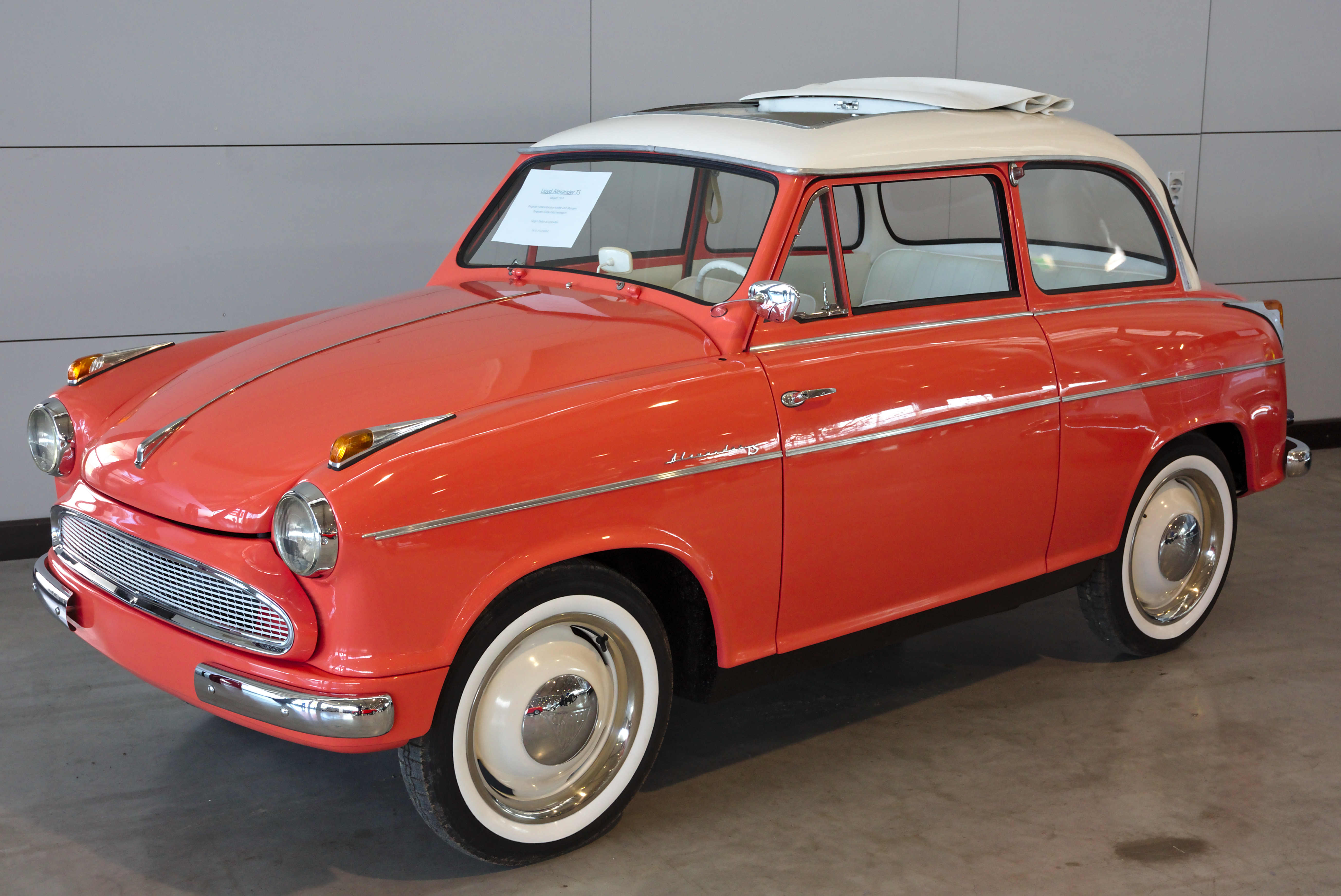
Lloyd Alexander TS

Der 1958 vorgestellte Lloyd Alexander TS war an seinem halbelliptischen Kühlergrill erkennbar und hatte eine neu entwickelte Hinterachse mit Schräglenkern (damals noch als Längslenker bezeichnet) mit progressiv wirkenden Schraubenfedern, einen stärkeren Motor mit 25 PS (18,4 kW) sowie einige Detailverbesserungen wie Scheibenwaschanlage und das 1957 eingeführte neue asymmetrische Abblendlicht. Die neue Hinterachse, die die Fahreigenschaften spürbar verbesserte, wurde auch bei der Lloyd Arabella verwendet, die im Sommer 1959 auf den Markt kam.

## Sonstiges
Der für Fußgänger bei einem Unfall als gefährlich geltende „Sporn“ auf der Motorhaube wurde im Laufe des Jahres 1956 bis 1957 bei allen Modellen durch ein flacheres Teil am Ende der Zierleiste ersetzt. Seit dem 1. April 1959 ist gefährlicher Zierrat wie Kühlerfiguren an Kraftfahrzeugen verboten.

## Technische Daten
| Kenngrößen                        | Lloyd 600 und Alexander | Lloyd Alexander TS |
| --------------------------------- | --- | --- |
| Motor                             | Viertakt-Twin | Viertakt-Twin |
| Antrieb                           | vorn | vorn |
| Hubraum                           | 596 cm³ | 596 cm³ |
| Bohrung × Hub                     | 77 × 64 mm | 77 × 64 mm |
| PS (kW)                           | 19 (14,0) bei 4500/min | 25 (18,5) bei 5000/min |
| Max. Drehm. (Nm)                  | 39 bei 2500/min | 40 bei 3000 bis 3200/min |
| Verdichtung                       | 6,6 : 1 | 7,2 : 1 |
| Kühlung                           | Luft (Gebläse) | Luft (Gebläse) |
| Getriebe                          | vollsynchronisiertes Vierganggetriebe mit Lenkradschaltung Lloyd 600: unsynchronisiertes Dreiganggetriebe mit Krückstockschaltung | vollsynchronisiertes Vierganggetriebe mit Lenkradschaltung Lloyd 600: unsynchronisiertes Dreiganggetriebe mit Krückstockschaltung |
| Rahmen                            | Zentralrohr | Zentralrohr |
| Radaufhängung und Federung vorn   | 2 Querblattfedern | 2 Querblattfedern |
| Radaufhängung und Federung hinten | Pendelachse mit Längsblattfedern                                                                                                  | Schräglenker mit Schraubenfedern                                                                                                  |
| Radstand                          | 2000 mm | 2000 mm |
| Spur vorn/hinten                  | 1059 mm/1100 mm | 1059 mm/1100 mm |
| Länge                             | 3355 mm | 3355 mm |
| Breite                            | 1410 mm | 1410 mm |
| Höhe                              | 1400 mm | 1400 mm |
| Reifen                            | 4,25–15 | 4,25–15 |
| Bremsen                           | hydraulisch betätigte Trommelbremsen, Bremsfläche 456 cm²                                                                         | hydraulisch betätigte Trommelbremsen, Bremsfläche 456 cm²                                                                         |
| Leergewicht                       | ca. 570–580 kg | ca. 570–580 kg |
| Höchstgeschwindigkeit             | 100 km/h | 110 km/h |